# Genianthus macrophyllus
Genianthus macrophyllus är en oleanderväxtart som först beskrevs av Bi., och fick sitt nu gällande namn av Jacob Gijsbert Boerlage. Genianthus macrophyllus ingår i släktet Genianthus och familjen oleanderväxter. Inga underarter finns listade i Catalogue of Life.